# Aytonerpeton
Aytonerpeton — вимерлий рід стеблових тетраподоморфів із формації Баллаган у Шотландії. Це був один із п'яти нових родів ранніх хребетних з кінцівками з формації Баллаган, описаних Клаком та ін. у 2016 році. Ці хребетні були одними з єдиних відомих у світі з періоду часу, відомого як розрив Ромера. Однак Aytonerpeton та інші чотириногі стовбурові тетраподоморфи з формації Баллаган допомагають закрити цю прогалину в літописі скам'янілостей хребетних.